# La germana Kenny
 La germana Kenny  (títol original en anglès: Sister Kenny ) és una pel·lícula estatunidenca dirigida per Dudley Nichols, estrenada el 1946. Ha estat doblada al català.

## Argument[2]
El 1911, Elizabeth Kenny (Rosalind Russell) torna de l'escola d'infermeres a Brisbane, Austràlia a casa seva al bush de Queensland amb el doctor de capçalera al més proper hospital, el Dr. McDonnell (Alexander Knox). Ella l'informa que serà una infermera del bush prop de la seva casa en comptes de ser a l'hospital a 50 milles; les seves pròpies experiències personals al bush l'han d'ajudar els no capaços d'arribar a un hospital. El Dr. McDonnell és incrèdul, i diu que no durarà sis mesos en el bush.
Tres anys més tard, la Germana Kenny visita un ranxo per tractar una noia, Dorrie (Doreen McCann), que està prostrada. Envia un telegrama a McDonnell, que diu que la paràlisi infantil (poliomielitis) no té cap tractament conegut, però "faci el millor que pugui amb els símptomes que es presenten." La germana Kenny s'adona que si els músculs es paralitzaven de veritat, no es podrien tensar. Embolica Dorrie amb roba calenta, i la noia finalment es recupera plenament: ho amb cinc altres casos de paràlisi infantil que la Germana Kenny troba i tracta.

## Repartiment
- Rosalind Russell: Sor Elizabeth Kenny
- Alexander Knox: Dr. Aeneas McDonnell
- Dean Jagger: Kevin Connors
- Philip Merivale: Dr. Brack
- Gloria Holden: Mrs. McDonnell
- Beulah Bondi: Mary Kenny
- Charles Dingle: Michael Kenny
- John Litel: Director medic
- Dorothy Peterson: Agnes
- Charles Kemper: Mr. McIntyre

## Premis i nominacions

### Premis
- 1947: Globus d'Or a la millor actriu dramàtica per Rosalind Russell

### Nominacions
- 1947: Oscar a la millor actriu per Rosalind Russell